# قرار مجلس الأمن التابع للأمم المتحدة رقم 2084
قرار مجلس الأمن التابع للأمم المتحدة رقم 2084، المتخذ بالإجماع في 19 ديسمبر 2012.

## روابط خارجية
- نص القرار في undocs.org